# KMON
KMON — дисковая операционная система для советских персональных компьютеров БК-0010 и БК-0010-01, разработанная П. А. Бандалетовым и Е. М. Бандалетовым. Система являлась одной из ранних ОС для этих компьютеров. Первые версии предназначались для частичной прошивки во внешнем ПЗУ. Система использовала свою файловую систему.
ОС «KMON» имеет частичную совместимость с ОС RT-11 в том плане, что каталог ОС «KMON» может располагаться одновременно с каталогом RT-11 — так как они (каталоги) располагаются в разных блоках диска. В ОС «KMON» каталог начинается с 1 блока диска — то есть там, где у RT-11 идет вторичный загрузчик, и имеет длину 4 блока. Такая организация предусмотрена для того, чтобы была возможность одновременно держать на диске с ОС «KMON» каталог RT-11 и править файлы в редакторе DESS.SAV в среде ОС RT-11.
Изначально ОС «KMON» предназначалась для обслуживания изделия завода Экситон «Стенд БК» — при загрузке ОС «KMON» оставалась свободной область памяти БК0010 с адреса 020000 по адрес 037777 (8) — для подгрузки туда массива данных для программирования ИС КМ1801РР1 или КМ573РФ3 — на изделии «Стенд БК», а также для других применений стенда.
ОС «KMON» была написана примерно с начала 1991 г. и имела нормальную функциональность примерно в середине лета 1991 г.
В процессе написания ОС «KMON» существенную поддержку оказало МП «Комтек», г. Павловский Посад.
С 1994 г. ОС «KMON» автором не поддерживается, ввиду перехода на применение БК11М и ОС RT-11 для всех видов инструментальных приложений.
В 1998 г. автором ОС «KMON» был разработан блок-приставка к БК11/БК11М с процессором КМ1801ВМ3А.